# Stefan Soltész
Stefan Soltész, né István Soltész le 6 janvier 1949 à Nyíregyháza et mort le 22 juillet 2022 à Munich, est un chef d'orchestre autrichien d'origine hongroise.

## Biographie
Arrivé à Vienne en 1956, il devient membre des Petits Chanteurs à l'âge de dix ans. Il étudie le piano, la direction d'orchestre et la composition à la prestigieuse académie de musique à partir de l'âge de 14 ans, avec comme professeur Hans Swarowsky.
En 1971, il commence sa carrière comme maître de chapelle au Theater an der Wien, suivi d'engagements comme chef d'orchestre à l'opéra d'État de 1973 à 1983, et comme chef invité à l'opéra de Graz de 1979 à 1981. Aux Festivals de Salzbourg de 1978, 1979 et 1983, il est assistant de Karl Böhm, Christoph von Dohnányi et Herbert von Karajan.
Il travaille à l'opéra d'État de Hambourg de 1983 à 1985 et à l'opéra allemand de Berlin de 1985 à 1997. Il est nommé directeur musical au Staatstheater Braunschweig, à Brunswick, de 1988 à 1993, à l'opéra flamand de 1992 à 1997 et au Théâtre Aalto d'Essen de 1997 à 2013. Sous sa direction, Essen reçoit le prix d'« Orchestre de l'année » en 2003 et 2008 et d'« Opéra de l'année » en 2008 par le magazine spécialisé Opernwelt .
Le 22 juillet 2022, alors qu'il dirige une représentation de Die schweigsame Frau de Richard Strauss au Théâtre national de Munich, Stefan Soltész s'effondre et meurt par la suite dans un hôpital voisin à l'âge de 73 ans,.

## Discographie
- Le Lac des cygnes de Tchaïkovski, avec l'orchestre symphonique de Vienne, Denon, 1981.
- Airs d'opéra avec Grace Bumbry et l'orchestre symphonique de la radio de Stuttgart, Orfeo, 1985.
- La Bohème de Puccini, avec l'orchestre de la radio de Munich, EMI, 1985.
- Airs d'opéra avec Lucia Popp et l'orchestre de la radio de Munich, EMI, 1988.
- Don Giovanni o sia Il convitato di pietra (it) de Gazzaniga, avec l'orchestre de la radio de Munich, Orfeo, 1990.
- Lieds de Hugo Wolf, avec Dietrich Fischer-Dieskau et l'orchestre de la radio de Munich, Orfeo, 1991.
- Der Kreidekreis de Zemlinsky, avec l'orchestre symphonique de la radio de Berlin, Capriccio, 1991.
- Antigone, de Mendelssohn, avec l'orchestre symphonique de la radio de Berlin, Capriccio, 1993.
- Œuvres pour piano et orchestre de Schumann, avec Heidrun Holtmann (de) et l'orchestre symphonique de la radio de Berlin, Delta, 1994.
- Œuvres de Max von Schillings, avec le Rundfunk-Sinfonieorchester Berlin, CPO, 1997.
- Concerto pour trompette d'Alexandre Aroutiounian, avec le Deutsches Symphonie-Orchester Berlin, Capriccio, 1999.
- Stabat Mater de Rossini, avec l'orchestre philharmonique d'Essen, Sparkasse Essen, 2001.
- Œuvres de Hans Werner Henze et Alban Berg avec Julia Bauer (en) et l'orchestre philharmonique d'Essen, Cybèle, 2010. L'album a été nommé aux Grammy Awards et aux ICMA.
- Cardillac de Hindemith, avec l'orchestre de la radio de Munich, BR, 2023.